# Christian Wiederhold
Johann Christian Wiederhold (* 18. Januar 1775 in Marburg; † 10. Februar 1832 in Kassel) war ein Rechtswissenschaftler, Richter und zuletzt kurhessischer Justiz- und Innenminister sowie Präsident des kurhessischen Gesamtstaatsministeriums.

## Familie
Wiederholds Vater, Johann Heinrich (Henrich) Wiederhold, war Hessen-Darmstädter Hofrat, Assessor am für das Oberfürstentum zuständige Kriminalgericht Marburg und zwischen 1776 und 1803 insgesamt sechsmal Bürgermeister von Marburg; er war zuletzt Präsident des für das Departement der Werra zuständigen westphälischen Kriminalgerichtshofs Marburg und verstarb 1813. Seine Mutter war Friederike Karoline geb. Dörr, älteste Tochter des Johann Christian Dörr, kurpfälzischer Ehegerichtsrat in Mannheim.
Er heiratete 1798 in Marburg Katharine Elisabeth Friederike Gleim, einzige Tochter des Arztes Wilhelm Heinrich Ludwig Gleim und dessen Ehefrau Christine Eleonore geb. Braumann. Nach ihrem noch im selben Jahr erfolgten Tod infolge von Komplikationen nach der Geburt ihrer noch als Säugling verstorbenen Tochter Friederike Karoline ehelichte er im Februar 1801 Friederike Hermine Wißmann, die am 25. November 1801 den Sohn Ludwig Heinrich gebar. Dieser wurde ebenfalls Jurist und Richter, war 1848 Mitglied der Frankfurter Nationalversammlung und starb 1850. Wiederholds Sohn Karl Moritz (1805–1860) wurde 1855/56 für fünf Monate Vorstand des kurhessischen Finanzministeriums.

## Akademischer Werdegang
Nach dem Besuch des Pädagogiums in Darmstadt studierte Wiederhold von 1790 bis 1795 zunächst Englisch, Französisch, Geschichte und Philosophie und schließlich Rechtswissenschaften an der Philipps-Universität Marburg, wo er 1795 zum Dr. jur. promoviert wurde. Danach hielt er als Privatdozent in Marburg Vorlesungen in Staats- und Lehensrecht, Kirchenrecht, Völkerrecht, deutscher Reichsgeschichte und neuerer deutscher und hessischer Geschichte. Ende Oktober 1797 wurde er zum ordentlichen Professor und Beisitzer der juristischen Fakultät an der Universität Rinteln berufen, wo er nach Beendigung seiner Arbeit in Marburg im April 1798 seinen Dienst begann und noch im gleichen Jahr zweiter Professor wurde.

## Juristische und politische Laufbahn
Im Jahre 1804 wurde Wiederhold gleichzeitig Justizrat bei der Regierung der hessen-kasselschen Grafschaft Schaumburg in Rinteln. Nach dem Intermezzo des napoleonischen Königreichs Westphalen 1807–1813 wurde er 1814 zunächst Regierungsrat und im Dezember 1816 als Nachfolger des nach Fulda versetzten Wilhelm August von Meyerfeld Direktor der kurhessischen Provinzialregierung in Rinteln. Am 23. Juli 1821 wurde er zum Direktor des durch das Organisationsedikt im Juni verfügten Trennung der Rechtsprechung von der Verwaltung neu geschaffenen Obergerichts für die Provinz Niederhessen in Kassel ernannt. 1831 wurde er in gleicher Position an das Obergericht für die Grafschaft Schaumburg in Rinteln versetzt.
Daneben wurde er am 26. März 1831 als Abgeordneter der Städte der Grafschaft Schaumburg zum ersten Landtag der kurhessischen Stände nach der im Januar 1831 in Kraft getretenen Kurhessischen Verfassung von 1831 gewählt; die kurfürstliche Bestätigung zu der auf ihn gefallenen Präsidentenwahl blieb ihm allerdings versagt. Er war Mitglied der Abordnung der Landstände, die im September 1831 den nach Hanau geflohenen Kurfürsten Wilhelm II. zur Rückkehr nach Kassel zu bewegen suchte, statt dessen dann die Ernennung des Kurprinzen Friedrich Wilhelm zum Mitregenten und zur Übernahme der Regierungsgeschäfte erreichte. Da Wilhelm II. nie wieder nach Kassel zurückkehrte, kam dies faktisch einer Abdankung gleich. Der gemäßigt liberale Wiederhold wurde daraufhin noch im September vom Prinzregenten zum kurhessischen Innen- und Justizminister ernannt und im Oktober 1831 zusätzlich zum Präsidenten des kurhessischen Gesamtstaatsministeriums berufen.
Wiederhold starb bereits nach weniger als fünf Monaten im Amt am 10. Februar 1832. Als Nachfolger berief der Prinzregent im Mai 1832 den reaktionären Ludwig Hassenpflug zum Innen- und Justizminister und de-facto Ministerpräsidenten.